# Casa Picó
La casa Picó és un edifici situat al carrer de la Portaferrissa, 21 de Barcelona, catalogat com a bé cultural d'interès local.

## Història
El 1655, Isabel, vídua del cirurgià Josep Guiralt, va establir en emfiteusi a Jeroni Pastor unes cases amb hort al carrer de la Portaferrissa. El 1672, els tutors dels fills menors de Jeroni Pastor i de Paula Rossell vengueren la propietat al doctor en dret Josep Roig i Riera i la seva esposa Ramona de Malla i de Gualbes per 2.450 lliures. El 1730, Ramona de Malla i la seva filla Teresa Roig i de Malla, amb el consentiment del seu germà Joan, monjo del monestir de Sant Esteve de Banyoles, la van vendre a Francesc Glòria, prevere de l'església dels Sants Just i Pastor, que el 1733 en va fer agnició de bona fe al doctor en drets Joan Vaireda i Soler, casat amb Francesca Picó i Comes.
El seu germanastre Ramon Picó i Mir, mercader, va obtenir la condició de ciutadà honrat de Barcelona, i es va casar amb Marianna Guàrdia i Morera, filla del botiguer de draps Melcior Guàrdia i de Teresa Morera. El seu fill Marià de Picó i de Guàrdia heretà la casa del carrer de la Portaferrissa, i segons les cartes de pagament, hi emprengué diverses campanyes d'obres, dutes a terme pels mestres de cases Pascual Jaume i Pau Mas i Dordal i els fusters Sebastià Picanyol i Pau Planes. El 1780, va demanar permís per a posar-hi balcons al segon i tercer pis, i novament el 1786 per a fer-hi una tortugada.
El seu fill Josep Antoni de Picó i Bru es va casar amb Teresa de Saleta-Morgadès i de Gomar (†1863), que va demanar permís al papa Pius IX per a construir-hi un oratori privat. Aquest els fou concedit al seu net Marià de Picó i de Valls i la seva esposa Emília Manso i de Zeffel, neboda del general Josep Manso i Solà, que foren els primers protectors de Jacint Verdaguer com a propietaris del mas Torrents de Tavèrnoles, del que procedia el pare del poeta.

## Descripció

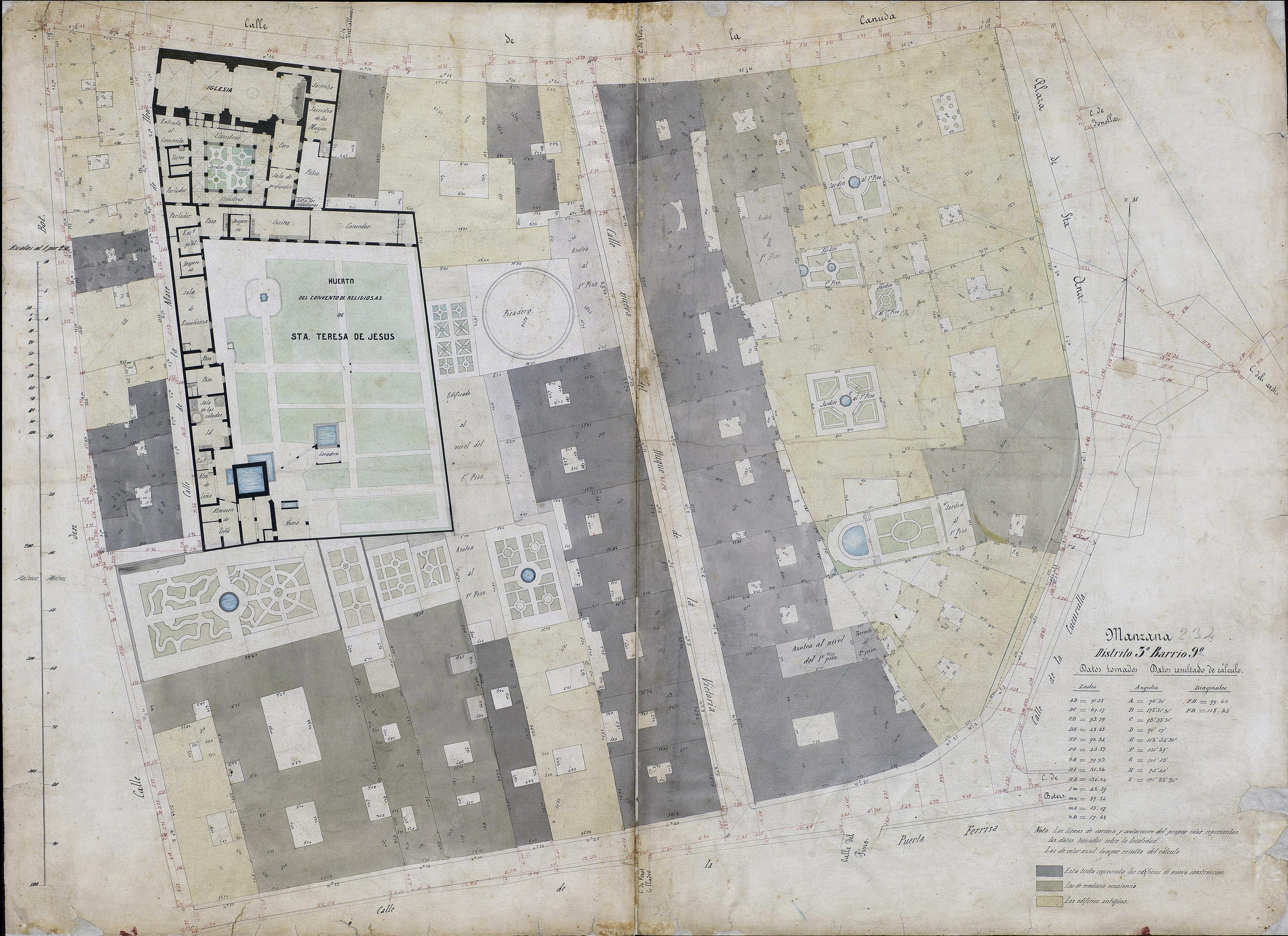
Quarteró núm. 64 de Garriga i Roca (c. 1860)

Casal de planta baixa i tres pisos sobre una parcel·la allargada que s'estructura al voltant d'un pati interior. La composició de la façana manca de simetria, tant per la forma dels portals, com per la disposició dels balcons i obertures dels pisos.
La planta baixa compta amb quatre portals: dos d'arc escarser amb una subtil motllura, un del mateix tipus però amb les dovelles més marcades i sense motllura, i el darrer amb llinda de fusta. El primer pis, més alt que la resta, compta amb dos amples balcons amb llosana de rajola i una finestra; el segon té quatre balcons de rajola una mica més petits; l'últim també en té quatre, però el balcó és molt estret i és de llosana de pedra. Els buits asimètrics es compensen amb uns esgrafiats de grans plafons i formes geomètriques.
Al pati central hi ha una escala descoberta fins al primer pis sobre arcs carpanells de pedra, i als paraments són visibles uns esgrafiats subtilment dibuixats que ordenen les obertures desiguals. A l'espai de l'antic jardí a la part posterior de la parcel·la hi un cos afegit que ocupa la planta baixa i part del primer i segon pis, creant un nou celobert de poc interès arquitectònic.